# Деспайне, Орейдис
Орейдис Деспайне (исп. Oreidis Despaigne; род. 20 сентября 1981, Сьенфуэгос) — кубинский дзюдоист, чемпион и призёр чемпионатов Кубы, Панамериканских чемпионатов и Панамериканских игр, призёр чемпионатов мира, участник трёх Олимпиад.

## Биография
Выступал в полутяжёлой (до 100 кг) и абсолютной весовых категориях. 6-кратный чемпион и 3-кратный бронзовый призёр чемпионатов Кубы. 7-кратный чемпион (2004, 2006, 2007, 2009-2011 годы), серебряный призёр (2002 год) и бронзовый (2008 и 2012 годы) призёр континентальных чемпионатов. Чемпион (2007 год), серебряный (2011 год) и бронзовый (2003 год) призёр Панамериканских игр. Бронзовый призёр чемпионатов мира 2007 и 2010 годов.
На летних Олимпийских игр 2004 года в Афинах Деспайн победил украинца Виталия Бубона, но затем уступил Михаэлю Юраку. В утешительной серии кубинец победил представителя Греции Василиоса Илиадиса, но проиграл французу Гислену Лемэру и остался без наград Олимпиады.
На летних Олимпийских игр 2008 года в Пекине в первой схватке кубинец победил австралийца Мэтта Челотти, но затем проиграл южнокорейцу Чан Сонхо и выбыл из борьбы за медали, заняв 17-е место.
На летних Олимпийских игр 2012 года в Лондоне Деспайн проиграл в первой схватке представителю Узбекистана Рамзиддину Саидову и потерял возможность продолжить борьбу за олимпийские медали.